# Choi Jong-bum
Choi Jong-bum (* 22. August 1981) ist ein südkoreanischer Leichtathlet, der sich auf den Diskuswurf spezialisiert hat und Inhaber des Landesrekordes in dieser Disziplin ist.

## Sportliche Laufbahn
Erste internationale Erfahrungen sammelte Choi Jong-bum im Jahr 2002, als er bei den Asienmeisterschaften in Colombo mit einer Weite von 50,38 m den neunten Platz belegte. Anschließend nahm er erstmals an den Asienspielen im heimischen Busan teil und gelangte dort mit 51,29 m auf Rang zehn. Im Jahr darauf nahm er an der Sommer-Universiade in Daegu teil und erreichte dort mit 51,39 m Platz 15 und 2005 belegte er bei den Asienmeisterschaften in Incheon mit 54,77 m den siebten Platz, ehe er bei den Ostasienspielen in Macau mit einem Wurf auf 54,19 m die Bronzemedaille hinter den Chinesen Wu Tao und Tulake Nuermaimaiti gewann. 2006 startete er erneut bei den Asienspielen in Doha teil und klassierte sich dort mit 54,69 m auf dem achten Platz. 2009 belegte er bei den Asienmeisterschaften in Guangzhou mit 54,37 m den achten Platz und im Jahr darauf wurde er bei den Asienspielen ebendort mit 54,73 m Siebter. 2013 gelangte er bei den Asienmeisterschaften in Pune mit 53,92 m auf Rang zehn und im Jahr darauf erreichte er bei den Asienspielen in Incheon mit 54,30 m Rang elf. 
In den Jahren 2003, von 2005 bis 2010 sowie 2012 und 2013 wurde Choi südkoreanischer Meister im Diskuswurf.